# ادمون توماس كوين
ادمون توماس كوين (بالإنجليزية: Edmond Thomas Quinn)‏ هو رسام أمريكي، ولد في 1868 في فيلادلفيا في الولايات المتحدة، وتوفي في سبتمبر 1929 في نيويورك في الولايات المتحدة بسبب غرق.